# Pomorce (Ukraina)
Pomorce (ukr. Помірці, Pomirci) – wieś na Ukrainie, w obwodzie tarnopolskim, w rejonie czortkowskim. W 2001 roku liczyła 517 mieszkańców.

## Historia
Według rozgraniczenia z 1680 wieś znajdowała się w województwie podolskim. Granica pomiędzy województwami ruskim i podolskim przechodziła na północ od wsi, między Pomorcami oraz Trybuchowcami.
Tymko Diduch z Pomorzec został zamordowany w roku 1716 przez Iwana Srogosza oraz jego siostrzeńcę Iwana Ślipyja.
Przez pewien czas, m.in. w 1882 parafia greckokatolicka we wsi wchodziła w skład dekanatu Czortków.
Po zakończeniu I wojny światowej od listopada 1918 roku do początku lata 1919 roku Soroki znajdowały się w Zachodnioukraińskiej Republice Ludowej.
W II Rzeczypospolitej miejscowość stanowiła początkowo samodzielną gminę jednostkową. 1 sierpnia 1934 roku w ramach reformy na podstawie ustawy scaleniowej została włączona do zbiorowej gminy wiejskiej Trybuchowce w powiecie buczackim, w województwie tarnopolskim.
Wieś wchodzi w skład rady wiejskiej, której siedziba znajduje się w Rzepińcach od 1945.

## Ludzie
- Pawło Czerwinski (ur. w 1817) – ksiądz greckokatolicki, proboszcz, m.in. w 1872[7]